# James H. Morrison

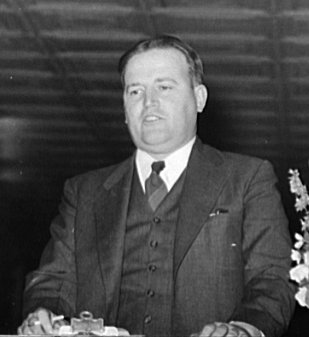
James H. Morrison (1939)

James Hobson Morrison (* 8. Dezember 1908 in Hammond, Louisiana; † 20. Juli 2000 ebenda) war ein US-amerikanischer Politiker (Demokratische Partei), der den Bundesstaat Louisiana im US-Repräsentantenhaus vertrat.
Morrison besuchte die öffentlichen Schulen in Hammond. Anschließend ging er an das Law Department der Tulane University in New Orleans, wo er Jura studierte. Er machte 1934 seinen Bachelor of Laws und seinen Juris Doctor. Im selben Jahr wurde er auch als Anwalt zugelassen und begann in Hammond zu praktizieren. Er kandidierte einmal 1939 und dann wieder 1944 erneut erfolglos für das Amt des Gouverneurs. Ferner war er 1956 und 1960 Delegierter zur Democratic National Convention.
Er wurde in den 78. und die elf nachfolgenden US-Kongresse gewählt, wo er vom 3. Januar 1943 bis zum 3. Januar 1967 tätig war. Er kandidierte 1966 noch einmal für eine Wiederwahl in den 90. US-Kongress, scheiterte aber und kehrte zu der Tätigkeit als Anwalt zurück. In seiner Amtszeit im Kongress war er 1956 an der Verfassung des Southern Manifesto beteiligt, das sich gegen die Rassenintegration an öffentlichen Einrichtungen aussprach. Er starb am 20. Januar 2000 in Hammond.